# Arnold Shaw (Autor)
Arnold Shaw (* 28. Juni 1909 in Brooklyn, New York City als Arnold Sokolof, nach anderen Quellen Arnold Shukotoff; † 26. September 1989 in Las Vegas) war ein US-amerikanischer Autor, Musikverleger, Hochschullehrer und Songwriter. Er ist vor allem für seine Bücher zur amerikanischen populären Musik des 20. Jahrhunderts bekannt.

## Biografie
Shaw wurde in Brooklyn, New York City, geboren und studierte am City College of New York und an der Columbia University, wo er 1931 einen Master-Abschluss in englischer Literatur machte. Anschließend setzte er sein Studium amerikanischer Literatur an der New York University fort und begann danach für verschiedene Musikverlage im Bereich Popmusik zu arbeiten.
Er schrieb zahlreiche Musikrezensionen, Liner Notes und Artikel sowie eine Reihe vielbeachteter Bücher. Shaw gewann 1968 und 1979 den Deems Taylor Award der American Society of Composers, Authors and Publishers (ASCAP), und sein Buch Honkers and Shouters wurde 1997 in die Blues Hall of Fame der Blues Foundation aufgenommen.
Außerdem war Shaw Pianist und Songwriter. Nach seinem Umzug nach Las Vegas im Jahr 1968 lehrte er nebenberuflich an der University of Nevada. 1985 gründete Shaw das Popular Music Research Center, das später in Arnold Shaw Popular Music Research Center umbenannt wurde und heute etwa 20.000 Schallplatten, über 1000 Manuskriptpartituren, über 300 aufgezeichnete Interviews mit Popmusikkünstlern und verschiedene Erinnerungsstücke enthält.
Arnold Shaw starb 1989 im Alter von 80 Jahren in Las Vegas an Krebs.

## Bibliografie
- Gene Krupa, Pin-Up Press, 1945
- Lingo of Tin Pan Alley, Broadcast Music, 1950
- The Money Song (Roman), Random House, 1953
- Belafonte: An Unauthorized Biography, Chilton, 1960
- The Rock Revolution: What’s Happening to Today’s Music, Crowell-Collier Press, New York, 1969
- The World of Soul: Black America’s contribution to the pop music scene, Cowles Book Co., 1970
- The Street That Never Slept, Coward, McCann & Geoghegan, Inc., 1971; neu aufgelegt als 52nd Street: The Street of Jazz, Da Capo Press, New York, 1977
- Frank Sinatra. Retreat of the Romantic, Coronet Books, 1974
- The Rockin’ 50s. The Decade That Transformed the Pop Music Scene, Hawthorn Books, New York, 1974.
- Honkers and Shouters. The Golden Years of Rhythm and Blues, Crowell-Collier Press, New York, 1978
- Dictionary of American Pop-Rock Music, Sales Corp, 1982 and Schirmer Books, 1983
- Sinatra: The Entertainer, Delilah Books, 1984
- Black Popular Music In America. From The Spirituals, Minstrels And Ragtime To Soul, Disco And Hip-Hop, Schirmer Books. 1986.
- The Jazz Age: Popular Music in the 1920s, Oxford University Press, New York, 1987